# Перелік кодів військових рангів НАТО
Перелік кодів військових рангів НАТО ― стандартна таблиця позначень для військових звань у НАТО. Вони використовуються для забезпечення відповідності між військовими званнями 
під час підготовки таблиць особового складу, заявок, звітів та декларацій, призначених для організацій та командувань країн НАТО. Коди НАТО, що присвоюються кожному рангу, повинні базуватися на узгоджених відповідних
армійських рангах.
Категорії звань були визначені стандартом НАТО STANAG 2116 (офіційна назва: англ. NATO Codes for Grades of Military Personnel, досл. «Коди НАТО для класів військовослужбовців»), основне призначення якого «cтандартизувати коди рангів НАТО для військовослужбовців та вказати їх відповідність національним рангам»..  
Поточне, 7-е видання STANAG 2116, яке вийшло у січні 2021 р., це лише вступна частина англійською та французькою мовами,  а суть стандарту викладена в стандарті НАТО APersP-01 Ed. A, у якому детально описано коди НАТО для військовослужбовців, що використовуються країнами під час підготовки таблиць особового складу, заявок, звітів та декларацій, призначених для організацій та командувань НАТО.
| Редакція/версія                      | Дата                      |
| ------------------------------------ | ------------------------- |
| STANAG 2116 Ed.1                     | не раніше січня 1971 р.   |
| STANAG 2116 Ed.2                     | данні відсутні            |
| STANAG 2116 Ed.3                     | не пізніше жовтня 1975 р. |
| STANAG 2116 Ed.4                     | 14 червня 1978 р.         |
| STANAG 2116 Ed.5                     | 13 березня 1996 р.        |
| STANAG 2116 Ed.6                     | 25 лютого 2010 р.         |
| STANAG 2116 Ed.7, APersP-01 Ed.A V.1 | 13 січня 2021 р.          |
| APersP-01 Ed.A V.2                   | 11 березня 2022 р.        |
| APersP-01 Ed.A V.3                   | 16 червня 2022 р.         |

## Групи кодів військових рангів
Стандарт поділяє групи коді для військовослужбовців НАТО на офіцерські звання (OF) та інші звання (OR):
- вищий офіцерський склад (general officer) - від OF-6 до OF-10;
- старший офіцерський склад (senior officer) - від OF-3 до OF-5;
- молодший офіцерський склад (junior officer) - від OF-1 до OF-2;
- інші звання (other ranks) - від OR-1 до OF-9.

У збройних силах США окрему та відмінну групу офіцерів становлять ворент-офіцери (warrant officer). Це офіцерське звання та пріоритет нижчі за звання офіцерського складу, але вищі за звання неофіцерського складу та мають спеціальну групу кодів (W-1 – W-5). У збройних сила Великої Британії, Канади, Греції та Чехії ворент-офіцери є найвищими серед групи звань OR.
Нумерація в системі в цілому відповідає системі градації військової платні Сполучених Штатів (англ. US military pay grade system), із заміною E-x на OR-x. Основна відмінність полягає у системі рангів кадрових офіцерів, де система США визначає два ранги на рівні OF-1 (O-1 та O-2), що означає, що усі номери O-x після O-1 є на один рівень вищими за шкалою США ніж вони є за шкалою НАТО (наприклад майор має позицію OF-3 за шкалою НАТО та O-4 за шкалою США).
Поточна редакція стандарту містить шість додатків:
- A - армійські офіцерські звання
- B - корабельні офіцерські звання
- С - офіцерські звання для авіації
- D - армійські інші звання;
- E - корабельні інші звання
- F - інші звання для авіації

Кожен додаток складається з порівнювальної таблиці та зауважень до неї від країни НАТО, що має свої особливості.